# カザン・アリーナ
アク・バルス・アリーナ（露: Ак Барс Арена、Kazan Arena）は、ロシア連邦のカザンにあるサッカースタジアム。夏季ユニバーシアードの為に2013年6月に竣工され、ルビン・カザンのホームスタジアムとなる。スタジアム名は当初ルビン・パーク・アリーナの予定だったが、2013年1月31日に正式に名称が決定した。
2015年開催の世界水泳ではミルタプール提供の仮設プールが設けられるほか、2017年のコンフェデレーションズカップ、2018年のFIFAワールドカップの会場として使用。

## ギャラリー

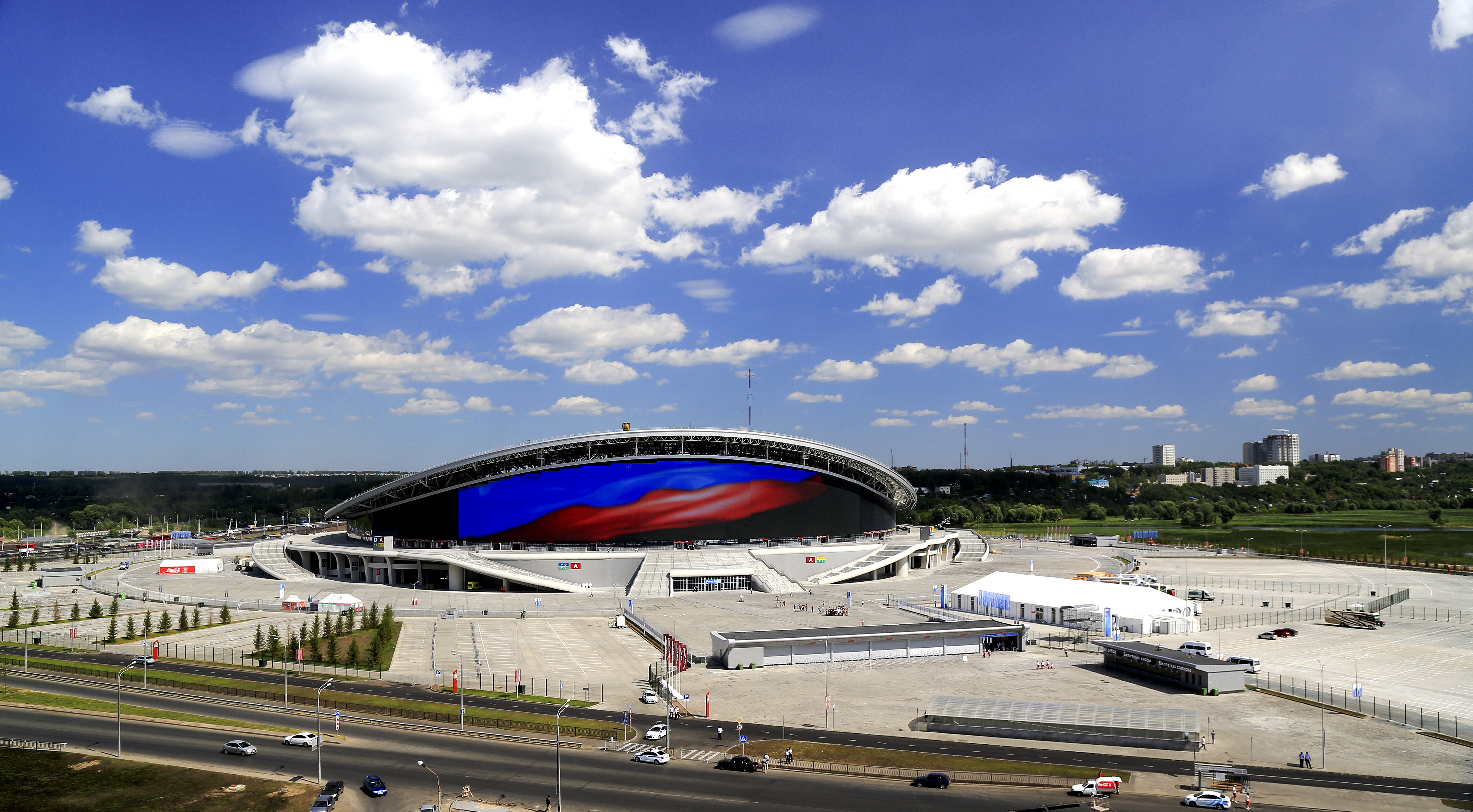
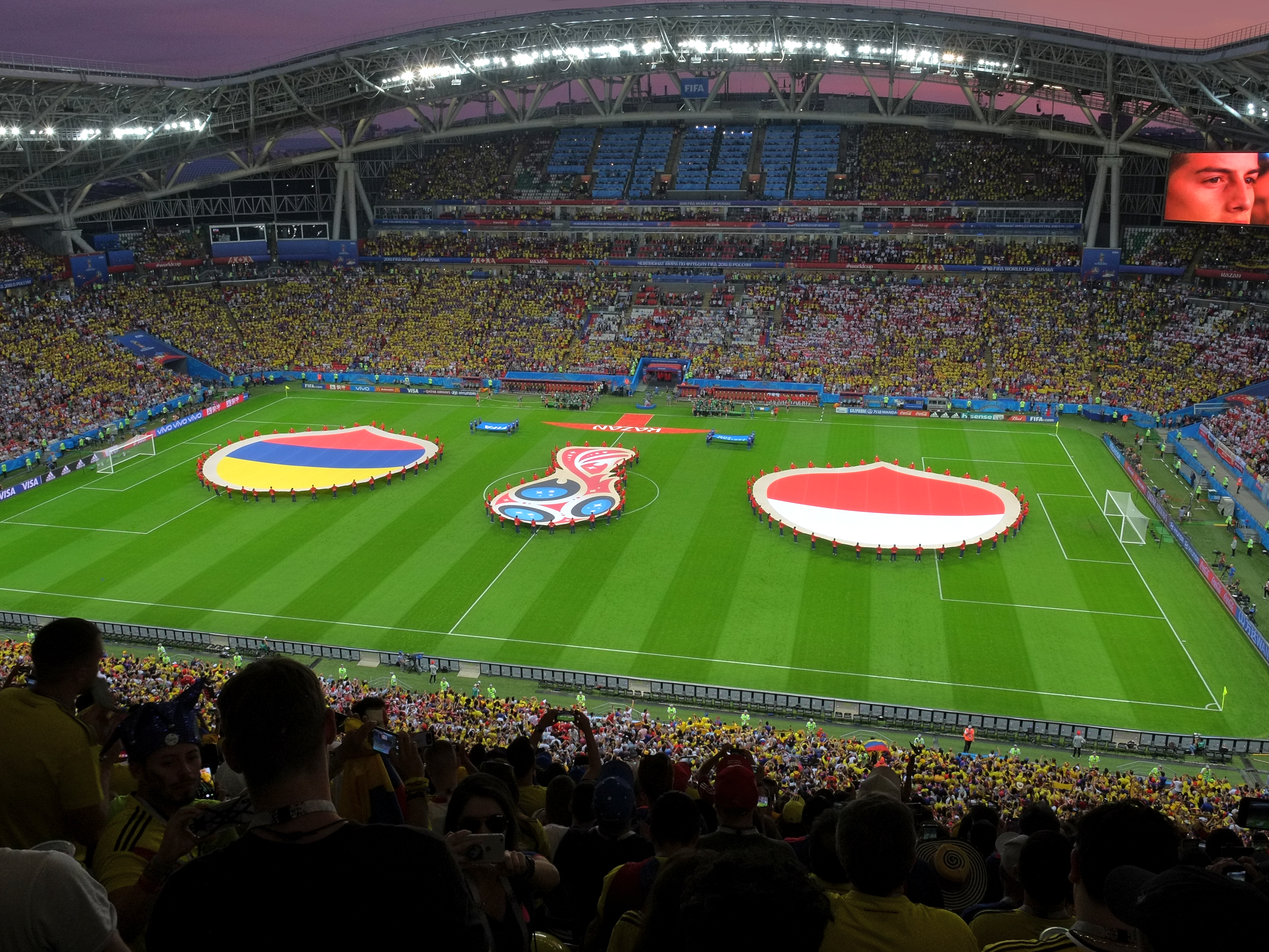
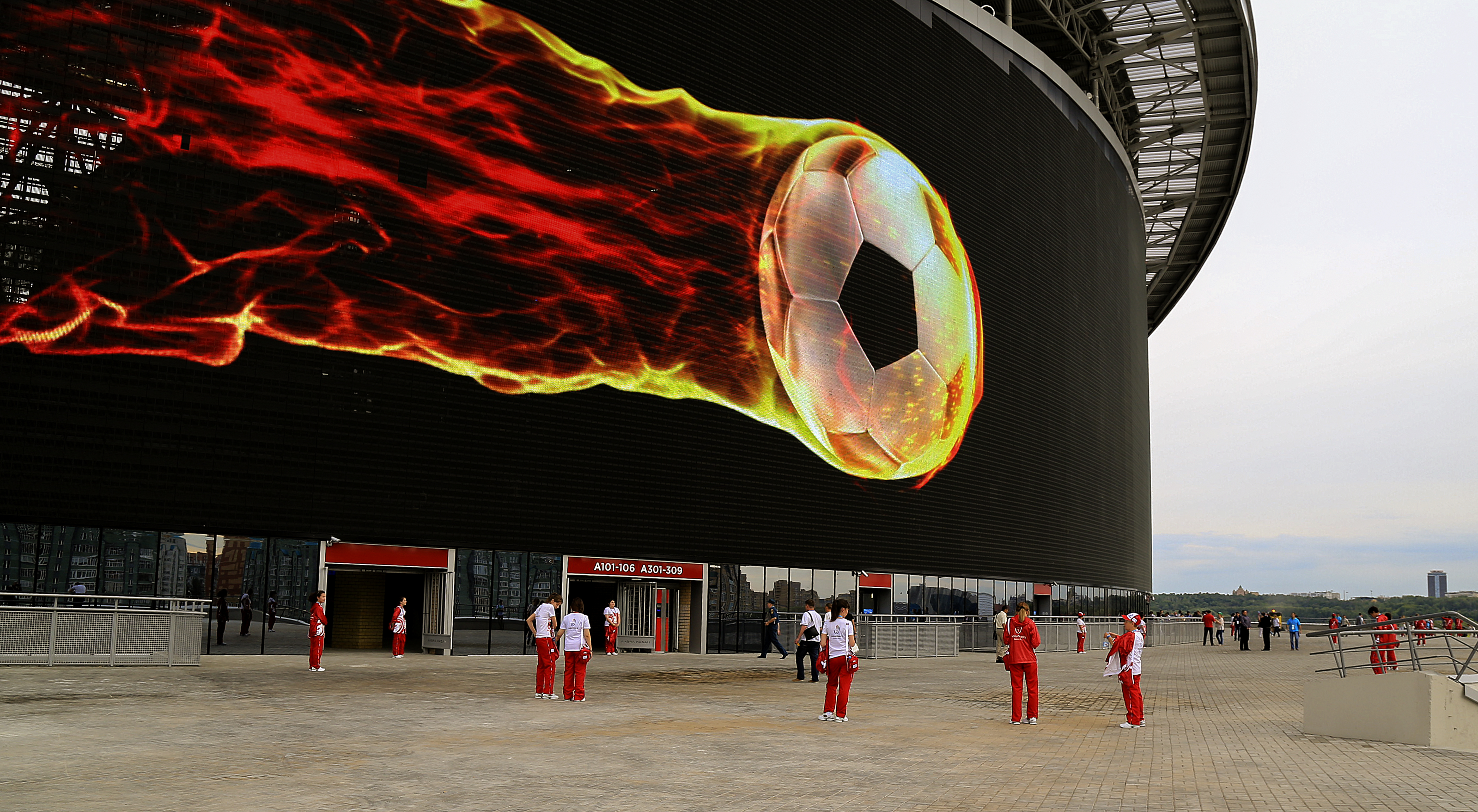

## 2017 FIFAコンフェデレーションズカップ
| 開催日  | 時刻 (UTC+3) | チーム#1   | 結果           | チーム#2 | ラウンド | 観客   |
| ------- | ------------ | ---------- | -------------- | -------- | -------- | ------ |
| 6月18日 | 18:00        | ポルトガル | 2–2            | メキシコ | Group A  | 34,372 |
| 6月22日 | 21:00        | ドイツ     | 1–1            | チリ     | Group B  | 38,222 |
| 6月24日 | 18:00        | メキシコ   | 2–1            | ロシア   | Group A  | 41,585 |
| 6月28日 | 21:00        | ポルトガル | 0–0 (0–3 PK戦) | チリ     | 準決勝   | 40,855 |

## 2018 FIFAワールドカップ
| 開催日  | 時刻 (UTC+3) | チーム#1   | 結果  | チーム#2       | ラウンド   | 観客   |
| ------- | ------------ | ---------- | ----- | -------------- | ---------- | ------ |
| 6月16日 | 13:00        | フランス   | 2 - 1 | オーストラリア | グループC  | 41,279 |
| 6月20日 | 21:00        | イラン     | 0 - 1 | スペイン       | グループB  | 42,718 |
| 6月24日 | 21:00        | ポーランド | 0 - 3 | コロンビア     | グループH  | 42,873 |
| 6月27日 | 17:00        | 韓国       | 2 - 0 | ドイツ         | グループF  | 41,835 |
| 6月30日 | 17:00        | フランス   | 4 - 3 | アルゼンチン   | ラウンド16 | 42,873 |
| 7月6日  | 21:00        | ブラジル   | 1 - 2 | ベルギー       | 準々決勝   | 42,873 |

## アクセス
- カザンの中心駅・カザン・パッサジルスキー駅（ロシア語版、英語版）の近くЖелезнодорожный вокзал（ジェレズノドロジュニ・ヴァグザール）から10番バスに乗り、Ветеринарная Академия（ヴェテリナルナヤ・アカデミヤ）で下車[10]。